# Египетско-украинские отношения
Украинско-египетские отношения начались задолго до провозглашения независимости Украины.
Официальные дипломатические отношения с Арабской Республикой Египет Украина установила в 1992 году.
Государственную независимость Украины Арабская Республика Египет официально признала в конце декабря 1991 года соответствующим заявлением Правительства АРЕ. Дипломатические отношения между странами были установлены 25 января 1992 года.
Дипломатическое представительство АРЕ на Украине было основано в мае 1993 года. В Каире и Киеве действуют посольства Украины и Египта.
Несмотря на географическую удалённость Украины и Египта, существуют общие моменты в истории и современности двух народов. Почти триста лет назад по территории Египта странствовал известный украинский путешественник Василий Григорович-Барский. Своими ближневосточными наблюдениями он заложил основы украинского востоковедения. Современная украинская ориенталистика была основана известным востоковедом Агафангелом Крымским — исследователем Корана, ислама, переводчиком древних арабских и турецких текстов, который два года провёл на Ближнем Востоке. В начале XX века в Александрии и Хелуане лечилась и написала сборник стихов «Весна в Египте» выдающаяся украинская поэтесса Леся Украинка.
В 1960-70-е годы украинские инженеры внесли важный вклад в развитие египетской экономики, многие из египетских студентов закончили украинские вузы. Общие моменты в истории украинско-египетского общения способствуют лучшему пониманию между народами и дальнейшему развитию двусторонних отношений.
На сегодняшний день между государствами действует 35 документов межправительственного и межведомственного уровня. Основы украинско-египетского сотрудничества заключены в 1992 году: Совместное коммюнике об установлении дипломатических отношений и Соглашение об основах взаимоотношений и сотрудничестве.
Осуществляется обмен делегациями различного уровня, проходят заседания Совместной межправительственной двусторонней украинско-египетской комиссии по экономическому и научно-техническому сотрудничеству (последнее заседание проходило в Каире в ноябре 2010 г.). В рамках Организации Объединённых Наций Украина и Египет взаимодействуют по широкому кругу вопросов.

## Торгово-экономическое сотрудничество
В нефтегазовой отрасли происходит успешная реализация НАК «Нафтогаз Украины» концессионного соглашения по бурению и эксплуатации скважин. Египет является страной, в которой Украина осуществляет один из крупнейших инвестиционных проектов за рубежом. Общая сумма прямых украинских инвестиций в экономику Египта составляет более 240 млн долларов США. Также успешно развивается украинско-египетское научно-техническое сотрудничество. В апреле 2007 г. осуществлен запуск первого египетского искусственного спутника «EgyptSat-1» украинской ракетой-носителем «Днепр». Через год, в ходе визита в Каир президента Украины, была открыта станция управления спутником, подписано соглашение о сотрудничестве в области мирного использования космоса. В учебных заведениях Украины учатся египетские специалисты, которые задействованы в космической программе Египта.
В сфере культуры и образования в течение последних лет осуществлены успешные визиты на Украину делегаций египетских специалистов, детей и молодежи.

## Официальные визиты
- 21-23 декабря 1992 — официальный визит президента Украины Леонида Кравчука в Египет. Переговоры с Президентом Египта Хосни Мубараком. Подписано совместное коммюнике, Соглашение об основах взаимоотношений и сотрудничестве между Украиной и Арабской Республикой Египет, ряд других двусторонних документов.
- 28-30 марта 1997 — официальный визит Премьер-министра Украины Павла Лазаренко в АРЕ.
- 12 ноября 2004 — визит Министра иностранных дел Константина Грищенко для участия в церемонии прощания с Председателем ПНА Ясиром Арафатом.
- 20-21 декабря 2005 — официальный визит Министра иностранных дел Украины Бориса Тарасюка в АРЕ.
- 9-10 апреля 2008 — официальный визит Президента Украины Виктора Ющенко в АРЕ, в ходе визита проведены встречи с президентом Египта Хосни Мубараком, премьер-министром А.Назиф, Председателем Народного собрания А.Суруром.
- 6-7 декабря 2010 — официальный визит Министра иностранных дел АРЕ А.Абуль-Гейта на Украину.

## Украинцы в Египте
По состоянию на 1 января 2014 года, на консульском учёте посольства Украины в Египте находится 156 граждан Украины. В общем, в Египте, по приблизительным подсчетам, может находиться до 6000 украинцев. Граждане Украины в Египте привлекались Посольством к участию в выборах в Верховную Раду Украины в октябре 2012 года и к празднованию выдающихся событий в истории Украины.

## Культурно-гуманитарное сотрудничество между Украиной и Египтом
Сотрудничество между Украиной и Египтом в культурно-гуманитарной сфере осуществляется на основе Соглашения между Правительством Украины и Правительством АРЕ о культурном и научно-техническом сотрудничестве (22.12.1992 г.), Договором о сотрудничестве между Приазовским государственным техническим университетом (г. Мариуполь) и Таббинским металлургическим институтом (г. Хелуан) и других соглашений и протоколов в сфере информации, образования, туризма и т. п. Украинские артисты на протяжении многих лет успешно работают в Национальной Каирской опере. В декабре 2013 года, во время 8-й Сессии Межправительственного комитета ЮНЕСКО, Арабская Республика Египет поддержала включение номинации «Петриковская роспись — Украинская декоративно-орнаментальная живопись XIX—XXI вв.» в репрезентативный список нематериального наследия человечества.